# Organisation
Organisation ist ein – je nach Fachgebiet – mit verschiedenen Begriffsinhalten versehener unspezifischer Allgemeinbegriff, der institutionell, funktional, strukturell oder als Tätigkeit des Gestaltens (Organisieren) verwendet werden kann.

## Etymologie
Organisation ist ein aus „Werkzeug“ (lateinisch organum) abgeleitetes Fremdwort, das wiederum aus altgriechisch ργανον organon mit der gleichen Bedeutung entlehnt ist. Unter Organon beschrieb Aristoteles die Kunst der Logik als Werkzeug der Wissenschaft. In der Biologie und Medizin wird Organisation als „planmäßiger Aufbau, Ordnung, Gliederung“ verstanden. In den Wirtschaftswissenschaften beschreibt Organisation den gestaltenden Prozess und das Ergebnis dieses Prozesses, die Gesamtheit aller organisatorischen Regelungen.
Sprachlich ist „Organisation“ ein Homonym, also ein Begriff mit mehreren Begriffsinhalten. Das erschwert die lexikografische Behandlung als einheitliches Lemma.

## Abgrenzung zur Institution
Da jede Wissenschaft meist eine spezialisierte Sicht auf die verschiedenen Bedeutungen von Organisation hat, ist es entsprechend schwierig, den Begriff dem der Institution gegenüberzustellen. Teilweise kann man analoge Bedeutungen von Institution finden, zum einen als Regelwerk (z. B. die Institution der Ehe oder das Rechtsinstitut) oder als organisiertes Gebilde (z. B. ein Gerichtshof).
Im Unterschied zur Alltagssprache ist in den Sozialwissenschaften der Begriff Organisation klar vom Begriff der Institution abgegrenzt: Eine Organisation sei ein bewusst geschaffenes, zielgerichtetes Gebilde, das Gründer, ein Gründungsdatum und Mitglieder hat (bspw. Verein, Glaubensgemeinschaft, Unternehmen oder NGO). Institution hingegen sei ein „Regelwerk“ von Verhaltensmustern und -normen, das aus dem gesellschaftlichen Zusammenleben der Menschen, das heißt aus Regelmäßigkeiten ihres Verhaltens, gleichsam „naturwüchsig“ hervorgegangen ist (z. B. die Institution des Wettkampfes, der Gastfreundschaft, der Hochzeit, der Bestattung).
Für Institutionen gilt generell, dass sie ohne Mitglieder denkbar sind. So lässt sich beispielsweise die Universität einerseits als Organisation und andererseits als Institution beschreiben: Als Organisation ist sie ein soziales Gebilde aus Lehrenden und Lernenden sowie aus Forschern, Verwaltern und anderen Bediensteten, die in einem arbeitsteiligen, planvollen Zusammenspiel miteinander agieren; als Institution ist sie eine gesellschaftliche Einrichtung, die der Vermittlung, Tradierung und Generierung von praktischem und orientierendem Wissen dient.
Abweichend von der sozialwissenschaftlichen Distinktion beider Begriffe, subsumiert die Neue Institutionenökonomik auch Organisationen unter ihren Institutionsbegriff.

## Definitionen
Die einzelnen Begriffsinhalte lassen sich wie folgt systematisieren:
| Art            | Fachgebiet               | Inhalt                                                                                      | Beispiel |
| -------------- | ------------------------ | ------------------------------------------------------------------------------------------- | --- |
| institutionell | Rechtswissenschaft       | Personenvereinigung als Institution                                                         | internationale Organisationen wie Organisation für wirtschaftliche Zusammenarbeit und Entwicklung; Einsatzorganisationen |
| funktional     | Organisationstheorie     | Kombination und Koordination von Produktionsfaktoren zwecks Erfüllung eines gesetzten Ziels | Unternehmen, Behörden, öffentliche Einrichtungen                                                                         |
| strukturell    | Betriebswirtschaftslehre | Ablauf- oder Aufbauorganisation als Betriebsorganisation                                    | Organisationsstruktur: Organisationseinheiten wie Organisationsabteilung, Personalabteilung                              |
| Tätigkeit      | Allgemeinbegriff         | Gestaltung                                                                                  | Arbeitsgestaltung, Freizeitgestaltung, Raumgestaltung                                                                    |

Von großer Bedeutung sind der funktionelle und instrumentelle Organisationsbegriff. Funktionell ist Organisation ein gestaltendes Handeln, also die Tätigkeit des Organisierens („Der Betrieb betreibt Organisation“). Instrumentell gilt Organisation als die durch Gestalten entstehenden Regelungen und Strukturen, also das Ergebnis des Organisierens („Der Betrieb hat eine Organisation“). Weniger bedeutend ist der institutionelle Organisationsbegriff, worunter die Institution verstanden wird („Der Betrieb ist eine Organisation“).

## Bedeutung nach Fachgebiet
In den Wirtschaftswissenschaften ist der Begriff der Organisation nicht eindeutig definiert. In der Betriebswirtschaftslehre und Organisationstheorie versteht man unter Organisation alle planvollen Maßnahmen der Unternehmensleitung, den komplexen Geschäftsprozess (Arbeitsprozess, Beschaffungsprozess, Entscheidungsprozess, Führungsprozess, Managementprozess, Produktionsprozess und Vertriebsprozess) so zu strukturieren, dass die Effizienzverluste auf allen Ebenen minimiert werden. Organisation soll Ordnung schaffen durch dauerhafte Regelungen. Das unterscheidet sie von der Disposition, die Regeln im Einzelfall aufstellt, und der Improvisation, die allgemein spontane Kreativität zum Problemlösen benutzt.

### Organizational Behaviour
Das interdisziplinäre Fachgebiet des organisatorischen Verhaltens (englisch Organizational Behavior) ist mit der Analyse menschlichen Verhaltens in Organisationen und mit Möglichkeiten der gezielten Einflussnahme darauf befasst. Dazu werden u. a. soziale Regeln, Prozesse, Funktionen, Strukturen, sowie diverse weitere Kontexte (z. B. Erwartungen, Verhalten oder Sinn) auf ihre verhaltenssteuernden Wirkungen hin betrachtet.
Marktfähige Organisationen bestehen demnach im Wesentlichen aus der Kommunikation von und über Entscheidungen, wobei jede Einzelentscheidung an vorherige Entscheidungen anknüpft und selbst eine Voraussetzung für Folgeentscheidungen ist. Im Blick auf die wirksamen wechselseitigen Verweisungen der Entscheidungen auf andere Entscheidungen in den Schnittstellen entlang der arbeitsteiligen Wertschöpfungsprozesse ergibt sich ein rekursiver Entscheidungsverbund, dessen Selbstreflexion anhand interner entscheidungsorientierter Kommunikationsprozesse erfolgt.

### Organisationstheorie
In der Organisationstheorie versteht die Fachliteratur unter Organisieren eine sinnvoll koordinierende, ordnende Tätigkeit, die Zuordnung von Personen und Sachen, Personen und Personen sowie von Sachen und Sachen auf ein Unternehmensziel hin mit Hilfe von Personal und Organisationsmitteln. Diese prozessuale Sicht betrachtet Organisation als die systembestimmende Arbeit des Organisierens in Handlungsgemeinschaften, d. h. das Verteilen von Aufgaben auf Organisationsmitglieder (Arbeitsteilung) und deren Ausrichtung auf übergeordnete Ziele (Koordination). Zur Konkretisierung wird unterschieden zwischen funktionaler, formaler/informaler, instrumenteller, institutioneller,  und konfigurativer Deutung:
- Die funktionale Organisation zielt darauf ab, gleichartige Verrichtungen und Tätigkeiten zu einer betrieblichen Funktion wie Beschaffung, Produktion, Finanzierung, Vertrieb und Verwaltung zusammenzufassen.[7] Funktional betrachtet Erich Gutenberg die Organisation als Tätigkeit in einem Unternehmen[8], die wie folgt unterschieden wird:
  - Die Aufbauorganisation legt fest, wie die Aufgaben auf einzelne Abteilungen verteilt werden;
  - Die Ablauforganisation regelt, wie die zur Erfüllung der Aufgaben notwendigen Funktionen durchgeführt werden.
- Formale Organisation geschieht durch Regeln, die personenunabhängig formuliert und in Schriftform (Organisationshandbuch) dokumentiert sind.[9]
- Informale Organisation beruht auf Einstellungen und Vorstellungen der Mitarbeiter sowie auf deren persönlichen Zielen, Sympathien und Wünschen.[10]
- Instrumentelle Organisation schafft durch Gestaltung dauerhafte Kompetenzen. Ihr gegenüber steht die dispositive oder improvisierte Organisation.[11]
- Die institutionelle Organisation stellt das Wirtschaftssubjekt bzw. die juristische Person (wie Unternehmen, Vereine) in den Vordergrund.
- Konfigurativ ist Organisation Erich Kosiol zufolge das Ergebnis der Tätigkeit des Organisierens.[12]

Das Nomen Agentis in diesem Zusammenhang ist der Organisator.
Einzelne Organisationstheorien
Organisationstheorien haben zum Ziel, die Grundelemente und Funktionen von Organisationen, ihre Entstehung und ihren (Fort-)Bestand in dynamischen Umwelten zu verstehen und zu erklären. Es existiert eine Vielzahl verschiedener Organisationstheorien, die der Tatsache gerecht werden wollen, dass Organisationen hochkomplexe Gebilde sind. Allen theoretischen Ansätzen ist der Objektbereich – die Organisationen und ihre Zielsetzungen – gleich, jedoch erfassen sie jeweils nur bestimmte Aspekte des breiten Gegenstandsbereichs.
Wichtige Organisationstheorien sind:
- Bürokratietheorie,
- Scientific Management,
- Human-Relations-Ansatz,
- Situativer Ansatz,
- Sozio-technischer Ansatz,
- Verhaltenswissenschaftliche Entscheidungstheorie,
- Systemtheorie,
- Politische Ökonomie der Organisation,
- Strukturationstheorie,
- Soziologischer Neoinstitutionalismus,
- Neue Institutionenökonomik mit Transaktionskostentheorie, Prinzipal-Agent-Theorie, Property-Rights-Ansatz,
- Evolutionstheoretischer Ansatz.

### Betriebswirtschaftslehre
Betriebswirtschaftlich sind Organisationen soziale Gebilde, die dauerhaft ein Ziel verfolgen (Unternehmen: Unternehmensziele, Privathaushalte: persönliche Ziele, Staat: Staatsziele) und eine formale Organisationsstruktur aufweisen, mit deren Hilfe die Aktivitäten der Organisationsmitglieder auf die Ziele ausgerichtet werden sollen.
Der funktionale Organisationsbegriff geht auf Erich Gutenberg zurück. Er verstand die Organisation als eine Aufgabe der Unternehmensleitung zur Realisierung einer geplanten Ordnung, die er als dispositiven Produktionsfaktor einstufte. Für ihn ist Organisation eine der Planung nachgeordnete Funktion, die der Realisierung von durch Planung vorgegebenen Sollwerten sicherstellen soll. Er sieht in der Organisation die Voraussetzung für die Erfüllung von Sachaufgaben und ein System von Regeln, das diesen Aufgaben erst zu ihrer Erfüllung verhilft. Für Erich Kosiol ist Organisation eine besondere Art gestaltender Tätigkeit. Für Konrad Mellerowicz ist Organisation „die planvolle Zuordnung von Menschen und Sachen zu optimaler Leistung“.
Der „Vater“ der deutschen Organisationstheorie, Erwin Grochla, bevorzugte zunächst den institutionellen Begriff und definierte Organisation als Instrument zur Zielerreichung sozio-technischer Systeme wie beispielsweise Unternehmen, Behörden und Vereine. Er machte sich um die Organisationstheorie verdient. Er versteht die Organisation als verfahrenstechnisches Problem der Organisationslehre, die sich mit der bewussten Gestaltung betrieblicher Einheiten zur Erreichung ökonomischer Ziele auseinandersetzt. Organisationsentscheidungen gehören zum Aufgabenbereich der Unternehmensführung.
Die Organisation wird in der Betriebswirtschaftslehre derart elementar angesehen, dass sie als dispositiver Produktionsfaktor eingestuft wird. Für jede Organisation gilt, dass Verhaltensnormen so zu formulieren sind, dass die einzelnen Entscheidungen so aufeinander abgestimmt werden, dass das Unternehmensziel möglichst erreicht wird.

### Soziologie
Die Soziologie betrachtet die Organisation als einen genuinen Gegenstand ihres Faches.
Walther Müller-Jentsch zufolge ist die Organisation „ein Gebilde interdependenter Handlungen“, die in „arbeitsteiliger Kooperation und [interdependenter] Koordination […] zielgerichtet miteinander verknüpft sind“.
Eine Organisation ist gemäß der soziologischen Systemtheorie ein soziales oder soziotechnisches System, das bei der planmäßigen und zielorientierten Arbeit von Menschen entsteht, sich zur Umwelt abgrenzt und – als korporativer Akteur (Coleman) – mit anderen Akteuren interagieren kann. Talcott Parsons sah in der Organisation „den wichtigsten Mechanismus für eine hochdifferenzierte Gesellschaft, um das System ‚in Gang zu halten‘ und Ziele zu verwirklichen, die die Möglichkeiten des einzelnen übersteigen“.
Obwohl Max Weber als einer der ersten Soziologen die bürokratische Organisation ins Zentrum seiner Soziologie gestellt hat, kam erst über den Umweg der US-amerikanischen Soziologie, die Weber als ersten Organisationssoziologen entdeckt hatte, nach dem Zweiten Weltkrieg die Organisationssoziologie nach Deutschland. Exemplarisch dafür sind die Arbeiten von Renate Mayntz, die in den USA studiert hatte.

### Politikwissenschaft
Eine eigene politikwissenschaftliche Organisationslehre ist – trotz der Erforschung von zum Beispiel Parteien – noch nicht durchgesetzt. Doch eröffnen sich mit dem 21. Jahrhundert durch die wachsende Bedeutung der nichtstaatlichen Organisationen (NGOs) und supranationalen Organisationen neue Forschungsfelder. Sie reichen – beispielsweise – vom Roten Kreuz bis zu al-Qaida.

### Psychologie
Karl E. Weick versteht sein Organisationsbild als eine organisationspsychologische Betrachtung, bei der die Organisation eine Gruppe von Individuen bezeichnet, die versuchen, den Vorgängen einen Sinn abzugewinnen („Making sense of the Organization“), die um sie herum geschehen.

### Biologie
Bei Alexander Alexandrowitsch Bogdanow (1926) ist beispielsweise die Organisation nicht nur auf den menschlichen Gestaltungsbereich beschränkt, sondern umfasst vielmehr die außermenschliche Welt (Natur), die er als organisiert ansieht. In der Biologie kennt man Organisationen in Form von Gemeinschaftsbildung, Teambildung (z. B. Herde, Schwarm) oder Staatenbildung (z. B. Ameisenstaat, auch als Superorganismus bezeichnet).

## Eigenschaften
Alltagssprachlich – teilweise aber auch in einzelnen der Strängen der Organisationsforschung – werden die Worte „Organisation“ und „Organisieren“ verwendet, um eine auf einen Zweck ausgerichtete planmäßige Regelung von Vorgängen zu beschreiben. Nach diesem breiten Verständnis von Organisation muss man dann jedoch feststellen, dass fast immer und überall organisiert wird. Denn schließlich „organisieren“ nicht nur Organisationen ihre Entscheidungsprozesse, sondern auch Familien ihr Zusammenleben, Protestbewegungen ihre Demonstrationen und Freundesgruppen ihre Partys.
In Abgrenzung zu dieser breiten Verwendung des Begriffs Organisation hat sich ein engeres Verständnis von Organisationen durchgesetzt. In der Organisationssoziologie wird mit „Organisation“ eine besondere Form von sozialem Gebilde bezeichnet, die sich von anderen sozialen Gebilden, wie beispielsweise Familien, Gruppen, Bewegungen oder Netzwerken, unterscheiden lassen. Dabei lassen sich besonders drei Merkmale von Organisationen hervorheben.
Erstens können Organisationen über den Eintritt und Austritt von Personen entscheiden und können deswegen Bedingungen für Mitgliedschaft definieren, denen sich die Mitglieder (und eben nur die Mitglieder) zu unterwerfen haben. Mitgliedern ist bewusst, dass sie die Organisation zu verlassen haben, wenn sie offen zu verstehen geben, dass sie Programme der Organisation nicht befolgen, Kommunikationswege missachten oder andere Personen in der Organisation nicht als Kommunikationspartner akzeptieren.
Zweitens geben sich Organisationen Zwecke, mit denen sie Entscheidungen ausrichten. Auch wenn die noch in der Tradition von Max Weber vertretene zweckrationale Annahme, dass Organisationen sich von ihren Zwecken aus verstehen lassen, nicht durchsetzen konnte, so spielen Zwecke zur Strukturierung von Organisationen eine wichtige Rolle. Sie konzentrieren wie Scheuklappen die Perspektive der Organisation auf einige wenige wichtig erscheinende Aspekte und blenden alles andere aus.
Drittens sind Organisationen durch Hierarchien gekennzeichnet, die Über-, Unterordnungsverhältnisse der Mitglieder festlegen. Zwar ist besonders durch die mikropolitisch orientierte Organisationssoziologie überzeugend herausgearbeitet worden, dass hierarchisch weit unten angesiedelte Mitglieder über erhebliche Machtquellen verfügen können, wobei aber die Befolgung hierarchischer Anweisungen zur Mitgliedschaftsbedingung gemacht werden kann und so auch unpopuläre Entscheidungen durchgesetzt werden können.
Wesentliches Merkmal von Organisationen ist es, dass sie über die Ausgestaltung dieser drei Merkmale selbst entscheiden können.